# Олександр Тітц
Олександр Тітц (пол. Aleksander Titz; 5 квітня 1814, с. Колбаєвичі — 25 квітня 1856, м. Львів) — польський художник та літограф.

## Біографія
Народився 5 квітня 1814 року в с. Колбаєвичі Рудківського повіту Львівського воєводства (с. Колбаєвичі Самбірського району Львівської області). Син Кароля та Анни. Освіту здобував у Львові, де закінчив університетські студії філософії та права; Водночас він брав уроки малювання та вдосконалював свої навички під час навчання за кордоном у Франції. Кілька років працював учителем живопису в Бордо. В 1848 р. повернувся до Львова і жив тут аж до дня смерті — 25 квітня 1856 р.
Олександр Тітц малював портрети і краєвиди, меншою мірою літографії. До його літографічних робіт належать портрети: братів Контських, Людвіка Беґельмаєра і проф. Олександра Завадського; краєвиди: загальний вид Львова від вул. Коперника (відому тоді як вул. св. Лазаря), відбитий у видавництві Корнеля Піллера, 1857 р., п'ять краєвидів Трускавця, виконаних у літографії Петра Піллера в 1854 р.